# USS Maddox (DD-622)
Эскадренный миноносец «Мэддокс» (англ. USS Maddox (DD-622)) — американский эсминец типа Gleaves.
Заложен на верфи Federal Shipbuilding, Kearny, Кирни 7 мая 1942 года. Спущен 15 сентября 1942 года, вступил в строй 31 октября 1942 года.
10 июля 1943 года потоплен германской авиацией близ г. Джела, Сицилия.
Из ВМС США исключён 19 августа 1943 года.